# BBÖ VT 63
Der BBÖ VT 63 war ein Triebwagen der Bundesbahnen Österreichs (BBÖ).

## Geschichte

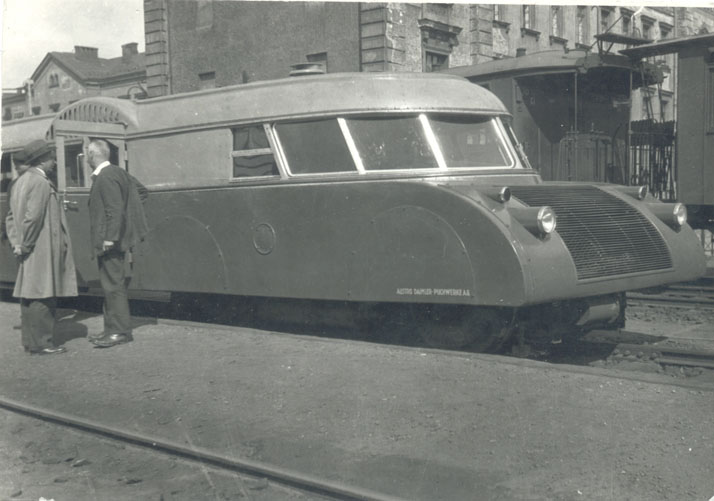
Der Prototyp in Krakau

Das erste Fahrzeug wurde 1933 von Austro-Daimler in Wiener Neustadt hergestellt und entstand gleichzeitig mit dem BBÖ VT 62. Es wurde als Übergangslösung zum Schnelltriebwagen bezeichnet. Der Prototyp, der sich im Aussehen noch geringfügig von den Serienfahrzeugen unterschied, wurde nach Polen verkauft und bildete dort den Grundstock der Triebwagenreihe Luxtorpeda.
Durch ihre Stromlinienform waren sie elegante Fahrzeuge und für das Streckennetz der BBÖ hinreichend schnell. 1934 wurden sie ausgeliefert und zur Jahreswende 1933/34 von der Staatsbahn abgenommen. Zunächst waren sie in Wien stationiert und bedienten vor allem im Eilzugbetrieb die Strecken Wien–Graz und Wien–Villach. Nach der Lieferung der BBÖ VT 42 wurden sie aus diesen Diensten wieder abgezogen.
Nachdem es zu Fahrzeugbränden gekommen war, wurden 1936 beim VT 63.02 zwei Oberhänsli-Dieselmotore in der Hauptwerkstätte St. Pölten eingebaut, ein Jahr darauf wurden die anderen drei Fahrzeuge umgerüstet. 
1938 wurden sie von der Deutschen Reichsbahn übernommen und als 931–934 bezeichnet. 1940 wurde für den 932 Villach als Beheimatung angegeben, für die 933 und 934 die Reichsbahndirektion Wien. Der 931 wurde 1943 ausgemustert, der 932 erlitt 1945 einen Bombentreffer. Die 933 und 934 gelangten zu den Österreichischen Bundesbahnen und wurden auf der Strecke Schützen am Gebirge–St. Magarethen eingesetzt. 1948 wurden die letzten beiden vorhandenen Triebwagen nach St. Pölten überstellt und verschrottet, aus Kostengründen kam eine geplante Wiederinbetriebnahme nicht Frage.
Wie den BBÖ VT 61 und BBÖ VT 62 blieb dieser Fahrzeugreihe der durchgehende Erfolg durch die zu schwache Konstruktion des Wagenkastens und des Laufwerkes versagt.

## Fahrzeugaufbau
Der VT 63 war als vierachsiges Einzelfahrzeug konzipiert und mit einer Zweimaschinen-Antriebsanlage ausgerüstet. Er besaß an beiden Fahrzeugenden einen Führerstand. 
Der Triebwagen besaß ein sehr geringes Platzgewicht, was auf Kosten der Stabilität des Wagenkastens erkauft wurde. Das machte sich besonders deutlich nach dem Einbau der schwereren Dieselmotoren. Aus Gründen der Aerodynamik wurde der Wagenkasten mit 2,6 m Höhe sehr gering gehalten, dementsprechend war die lichte Höhe des Innenraumes nur 1.948 mm. Beheizt wurde das Wageninnere durch mit den Motorabgasen beheizte Frischluft. Eine Zug- und Stoßeinrichtung hatten die Wagen nicht. Sie besaßen einen pfeilförmigen Bahnräumer, der auch als Schneepflug verwendet werden konnte. Alle Radsätze waren rollengelagert, die Drehgestelle hatten einen außermittigen Drehpunkt.
Anfangs waren die Wagen mit zwei Reihensechzylinder-Ottomotoren vom Typ AD 640 mit je 80 PS Leistung ausgestattet, die sich für den Schnellverkehr allerdings als zu schwach erwiesen. Darum erhielten die Fahrzeuge ab 1936 zwei je 74 kW (100 PS) starke Sechszylinder-Viertakt-Dieselmotore Typ 6 N 11 E des Vorarlberger Herstellers Oberhänsli, die neben größerem Drehmoment und höherer Leistung zudem den Vorteil des größeren Brandschutzes besaßen. Der Verbrennungsmotor war wassergekühlt und zusätzlich durch die breiten Ansauggitter in den Stirnseiten luftgekühlt. Ein Lüfterrad wurde direkt von dem Motor über einen Keilriemen angetrieben.
Die Motoren übertrugen ihr Drehmoment auf ein Strömungsgetriebe, welches aus einem Wandler- und einem Kupplungskreislauf bestand und von Voith in St. Pölten hergestellt wurde. Bei den VT 63 wurde das Strömungsgetriebe pneumatisch gesteuert. Vom nachgeschalteten Wendegetriebe wurde über eine kurze Gelenkwelle die jeweils innere Achse des jeweiligen Drehgestelles angetrieben. Die Getriebe wurden beim Wechsel auf den stärkeren Motor ebenfalls verstärkt. 
Der Triebwagen besaß ein Bordnetz von 24 V Gleichspannung, die Energie dafür lieferten eine Lichtmaschine und eine Batterie. Außerdem besaßen die Wagen ein Druckluftnetz zum Schalten des Getriebes, mit diesem konnten weiters Warnsignale abgegeben und die Antriebsräder gesandet werden.